# 1972年ミュンヘンオリンピックのレバノン選手団
1972年ミュンヘンオリンピックのレバノン選手団（1972ねんミュンヘンオリンピックのレバノンせんしゅだん）は、1972年8月26日から9月11日にかけて西ドイツのミュンヘンで開催された1972年ミュンヘンオリンピックのレバノン選手団、およびその競技結果。

## メダル

### 銀
- Mohamed Traboulsi — ウエイトリフティング、ミドル級（77kg級）